# Джирелли, Кристиана
Кристиа́на Джире́лли (итал. Cristiana Girelli, род. 23 апреля 1990, Гавардо, Ломбардия) — итальянская футболистка, нападающий женского клуба «Ювентус» и сборной Италии.

## Карьера

### Клубная
Воспитанница школы клуба «Ригамонти Нуволера», в составе мужской команды играла до 14 лет. С 2004 года по 2013 годы выступала за веронскую команду «Бардолино» (ныне «Верона»), проведя всего 148 игр за клуб, забив 67 голов и выиграв четыре чемпионата Италии, три Кубка и три Суперкубка. С 2013 года по 2018 год играла за «Брешию». Летом 2018 года перешла в женскую команду «Ювентус».

### В сборной
В сборной Италии до 19 лет дебютировала в 2006 году матчем с командой Болгарии. Тренером Антонио Кабрини впервые вызвана в основную сборную 22 октября 2012. Включена в состав сборной на чемпионат Европы 2013 года в Швеции, но дебютировала только 26 сентября 2013 в матче против Румынии, заменив на 68-й минуте Иларию Мауро при счёте 0:0, и на 93-й минуте забила победный гол в ворота Румынии.
На мировом первенстве 2019 года, который проходил в июне во Франции, Кристиана во втором матче сборной Италии против Ямайки забила три гола и помогла своей команде победить со счётом 5:0.
В составе сборной Италии участвовала в Чемпионате Мира 2023 года, в котором отличилась голом в ворота Аргентины.

## Достижения

### Командные
- Чемпионка Италии (10): 2006/07, 2007/08, 2008/09, 2013/14, 2015/16, 2018/19, 2019/20, 2020/21, 2021/22
- Обладательница Кубка Италии (8): 2005/06, 2006/07, 2008/09, 2014/15, 2015/16, 2018/19, 2021/22, 2022/23
- Обладательница Суперкубка Италии (10): 2005, 2007, 2008, 2014, 2015, 2016, 2017, 2019, 2020, 2021

### Личные
- Футболистка года в Италии (Игрок сезона Серии А): 2020
- Лучший бомбардир чемпионата Италии: 2021